# Kureace, Sverdlovsk
Kureace (în ucraineană Куряче) este un sat în comuna Medvejanka din raionul Sverdlovsk, regiunea Luhansk, Ucraina.

## Demografie
Componența lingvistică a localității Kureace
     Ucraineană (71,96%)
     Rusă (27,57%)
     Alte limbi (0,47%)
Conform recensământului din 2001, majoritatea populației localității Kureace era vorbitoare de ucraineană (71,96%), existând în minoritate și vorbitori de rusă (27,57%).